# Liste der FFH-Gebiete auf Sardinien
Die Liste der FFH-Gebiete auf Sardinien enthält alle 97 Fauna-Flora-Habitat-Gebiete in der italienischen Region  Sardinien. Die Gebiete sind Bestandteil des europäischen Schutzgebietsnetzes Natura 2000.

## Hinweise zu den Angaben in der Tabelle
- Gebietsname: Amtliche Bezeichnung des Schutzgebiets
- Bild/Commons: Bild und Link zu weiteren Bildern aus dem Schutzgebiet
- WDPA-ID: Link zum Schutzgebiet in der World Database on Protected Areas
- EEA-ID: Link zum Schutzgebiet in der Datenbank der European Environment Agency (EEA)
- seit: Datum der Ausweisung als Schutzgebiet
- Lage: Geografischer Standort
- Provinz: Provinz oder Provinzen, in denen das Schutzgebiet liegt
- Fläche: Gesamtfläche des Schutzgebiets in Hektar
- Bemerkungen: Besonderheiten und Anmerkungen

Die Koordinatenangaben entsprechen denen, die der Europäischen Umweltagentur laut Datenerhebungsbogen gemeldet wurden. Sie dienen nur der groben Orientierung.
Bis auf die Spalte Lage sind alle Spalten sortierbar.

## Tabelle
| Gebietsname                                                        | Bild/Commons | WDPA-ID | EEA-ID    | seit | Lage | Fläche ha | Bemerkungen |
| ------------------------------------------------------------------ | ------------ | ------- | --------- | ---- | ---- | --------- | ----------- |
| Stagno di Pilo e di Casaraccio                                     |              |         | ITB010002 | 1995 | ⊙    | 1882      |             |
| Stagno e ginepreto di Platamona                                    |              |         | ITB010003 | 1995 | ⊙    | 1.613,0   |             |
| Foci del Coghinas                                                  |              |         | ITB010004 | 1995 | ⊙    | 2255      |             |
| Monte Russu                                                        |              |         | ITB010006 | 1995 | ⊙    | 1.989,0   |             |
| Capo Testa                                                         |              |         | ITB010007 | 1995 | ⊙    | 1216      |             |
| Arcipelago La Maddalena                                            |              |         | ITB010008 | 1995 | ⊙    | 47494     |             |
| Capo Figari e Isola Figarolo                                       |              |         | ITB010009 | 1995 | ⊙    | 851,0     |             |
| Isole Tavolara, Molara e Molarotto                                 |              |         | ITB010010 | 1995 | ⊙    | 16005     |             |
| Stagno di San Teodoro                                              |              |         | ITB010011 | 1995 | ⊙    | 820,0     |             |
| Capo Caccia (con le isole Foradada e Piana) e Punta del Giglio     |              |         | ITB010042 | 1995 | ⊙    | 20.230,0  |             |
| Coste e Isolette a Nord Ovest della Sardegna                       |              |         | ITB010043 | 1995 | ⊙    | 3741      |             |
| Isola dell'Asinara                                                 |              |         | ITB010082 | 2002 | ⊙    | 17192     |             |
| Catena del Marghine e del Goceano                                  |              |         | ITB011102 | 1995 | ⊙    | 14.976,0  |             |
| Monte Limbara                                                      |              |         | ITB011109 | 1995 | ⊙    | 16.624,0  |             |
| Campo di Ozieri e Pianure Comprese tra Tula e Oschiri              |              |         | ITB011113 | 1995 | ⊙    | 20.408,0  |             |
| Lago di Baratz - Porto Ferro                                       |              |         | ITB011155 | 1995 | ⊙    | 1309      |             |
| Isola Rossa - Costa Paradiso                                       |              |         | ITB012211 | 1995 | ⊙    | 5.412,0   |             |
| Sa Rocca Ulari                                                     |              |         | ITB012212 | 2013 | ⊙    | 14,8      |             |
| Grotta de Su Coloru                                                |              |         | ITB012213 | 2013 | ⊙    | 65        |             |
| Da Tavolara a Capo Comino                                          |              |         | ITB013050 | 2020 | ⊙    | 99526     |             |
| Dall'Isola dell'Asinara all'Argentiera                             |              |         | ITB013051 | 2020 | ⊙    | 54483     |             |
| Da Capo Testa all'Isola Rossa                                      |              |         | ITB013052 | 2020 | ⊙    | 71260     |             |
| Berchida e Bidderosa                                               |              |         | ITB020012 | 1995 | ⊙    | 2660      |             |
| Palude di Osalla                                                   |              |         | ITB020013 | 1995 | ⊙    | 985       |             |
| Golfo di Orosei                                                    |              |         | ITB020014 | 1995 | ⊙    | 28.972,0  |             |
| Area del Monte Ferru di Tertenia                                   |              |         | ITB020015 | 1995 | ⊙    | 2.625,0   |             |
| Valle del Temo                                                     |              |         | ITB020040 | 1995 | ⊙    | 1.934,0   |             |
| Entroterra e zona costiera tra Bosa, Capo Marargiu e Porto Tangone |              |         | ITB020041 | 1995 | ⊙    | 29625     |             |
| Altopiano di Campeda                                               |              |         | ITB021101 | 1995 | ⊙    | 4.634,0   |             |
| Monti del Gennargentu                                              |              |         | ITB021103 | 1995 | ⊙    | 44733     |             |
| Monte Albo                                                         |              |         | ITB021107 | 1995 | ⊙    | 8843      |             |
| Monte Gonare                                                       |              |         | ITB021156 | 1995 | ⊙    | 796       |             |
| Supramonte di Oliena, Orgosolo e Urzulei - Su Sercone              |              |         | ITB022212 | 1995 | ⊙    | 23474     |             |
| Lido di Orrì                                                       |              |         | ITB022214 | 1995 | ⊙    | 488       |             |
| Riu Sicaderba                                                      |              |         | ITB022215 | 1995 | ⊙    | 95,0      |             |
| Su de Maccioni - Texile di Aritzo                                  |              |         | ITB022217 | 1995 | ⊙    | 453,0     |             |
| Stagno di S'Ena Arrubia e territori limitrofi                      |              |         | ITB030016 | 1995 | ⊙    | 279,0     |             |
| Stagno di Corru S'Ittiri                                           |              |         | ITB030032 | 1995 | ⊙    | 5712      |             |
| Stagno di Pauli Maiori di Oristano                                 |              |         | ITB030033 | 1995 | ⊙    | 401       |             |
| Stagno di Mistras di Oristano                                      |              |         | ITB030034 | 1994 | ⊙    | 1.621,0   |             |
| Stagno di Sale 'e Porcus                                           |              |         | ITB030035 | 1995 | ⊙    | 690       |             |
| Stagno di Cabras                                                   |              |         | ITB030036 | 1995 | ⊙    | 4.795,0   |             |
| Stagno di Santa Giusta                                             |              |         | ITB030037 | 1995 | ⊙    | 1.147,0   |             |
| Stagno di Putzu Idu (Salina Manna e Pauli Marigosa)                |              |         | ITB030038 | 1995 | ⊙    | 598       |             |
| Isola di Mal di Ventre e Catalano                                  |              |         | ITB030080 | 2002 | ⊙    | 41066     |             |
| Media Valle del Tirso e Altopiano di Abbasanta - Rio Siddu         |              |         | ITB031104 | 1995 | ⊙    | 9.054,0   |             |
| Riu Sos Mulinos - Sos Lavros - M. Urtigu                           |              |         | ITB032201 | 1995 | ⊙    | 27,0      |             |
| Sassu - Cirras                                                     |              |         | ITB032219 | 1995 | ⊙    | 251       |             |
| Is Arenas                                                          |              |         | ITB032228 | 1995 | ⊙    | 4065      |             |
| Is Arenas S'Acqua e S'Ollastu                                      |              |         | ITB032229 | 1995 | ⊙    | 326       |             |
| San Giovanni di Sinis                                              |              |         | ITB032239 | 1995 | ⊙    | 2,82      |             |
| Castello di Medusa                                                 |              |         | ITB032240 | 2012 | ⊙    | 493,0     |             |
| Stagni di Murtas e S'Acqua Durci                                   |              |         | ITB040017 | 1995 | ⊙    | 744       |             |
| Foce del Flumendosa - Sa Praia                                     |              |         | ITB040018 | 1995 | ⊙    | 519       |             |
| Stagni di Colostrai e delle Saline                                 |              |         | ITB040019 | 1995 | ⊙    | 1.151,0   |             |
| Isola dei Cavoli, Serpentara, Punta Molentis e Campulongu          |              |         | ITB040020 | 1995 | ⊙    | 15183     |             |
| Costa di Cagliari                                                  |              |         | ITB040021 | 1995 | ⊙    | 2624      |             |
| Stagno di Molentargius e territori limitrofi                       |              |         | ITB040022 | 1995 | ⊙    | 1275      |             |
| Stagno di Cagliari, Saline di Macchiareddu, Laguna di Santa Gilla  |              |         | ITB040023 | 1995 | ⊙    | 5.983,0   |             |
| Isola Rossa e Capo Teulada                                         |              |         | ITB040024 | 1995 | ⊙    | 3.715,0   |             |
| Promontorio, dune e zona umida di Porto Pino                       |              |         | ITB040025 | 1995 | ⊙    | 2.697,0   |             |
| Isola del Toro                                                     |              |         | ITB040026 | 2002 | ⊙    | 63,0      |             |
| Isola di San Pietro                                                |              |         | ITB040027 | 1995 | ⊙    | 9274      |             |
| Punta S'Aliga                                                      |              |         | ITB040028 | 1995 | ⊙    | 694,0     |             |
| Costa di Nebida                                                    |              |         | ITB040029 | 1995 | ⊙    | 8.433,0   |             |
| Capo Pecora                                                        |              |         | ITB040030 | 1995 | ⊙    | 3.823,0   |             |
| Monte Arcuentu e Rio Piscinas                                      |              |         | ITB040031 | 1995 | ⊙    | 11486     |             |
| Bruncu de Su Monte Moru - Geremeas (Mari Pintau)                   |              |         | ITB040051 | 1995 | ⊙    | 139,0     |             |
| Da Piscinas a Riu Scivu                                            |              |         | ITB040071 | 1995 | ⊙    | 2899      |             |
| Isola della Vacca                                                  |              |         | ITB040081 | 2002 | ⊙    | 60        |             |
| Foresta di Monte Arcosu                                            |              |         | ITB041105 | 1995 | ⊙    | 30.369,0  |             |
| Monte dei Sette Fratelli e Sarrabus                                |              |         | ITB041106 | 1995 | ⊙    | 9296      |             |
| Monte Linas - Marganai                                             |              |         | ITB041111 | 1995 | ⊙    | 23.673,0  |             |
| Giara di Gesturi                                                   |              |         | ITB041112 | 1995 | ⊙    | 6396      |             |
| Canale su Longuvresu                                               |              |         | ITB042207 | 1995 | ⊙    | 8,57      |             |
| Tra Poggio la Salina e Punta Maggiore                              |              |         | ITB042208 | 1995 | ⊙    | 11,0      |             |
| A Nord di Sa Salina (Calasetta)                                    |              |         | ITB042209 | 1995 | ⊙    | 4,7       |             |
| Punta Giunchera                                                    |              |         | ITB042210 | 1995 | ⊙    | 54        |             |
| Capo di Pula                                                       |              |         | ITB042216 | 1995 | ⊙    | 1.576,0   |             |
| Stagno di Piscinnì                                                 |              |         | ITB042218 | 1995 | ⊙    | 445,0     |             |
| Serra is Tres Portus (Sant'Antioco)                                |              |         | ITB042220 | 1995 | ⊙    | 261       |             |
| Stagno di Santa Caterina                                           |              |         | ITB042223 | 1995 | ⊙    | 625       |             |
| Is Pruinis                                                         |              |         | ITB042225 | 1995 | ⊙    | 94        |             |
| Stagno di Porto Botte                                              |              |         | ITB042226 | 1995 | ⊙    | 1222      |             |
| Porto Campana                                                      |              |         | ITB042230 | 1995 | ⊙    | 203       |             |
| Tra Forte Village e Perla Marina                                   |              |         | ITB042231 | 1995 | ⊙    | 0,3       |             |
| Punta di Santa Giusta (Costa Rei)                                  |              |         | ITB042233 | 1995 | ⊙    | 5,5       |             |
| Monte Mannu - Monte Ladu (colline di Monte Mannu e Monte Ladu)     |              |         | ITB042234 | 1995 | ⊙    | 206,0     |             |
| Costa Rei                                                          |              |         | ITB042236 | 1995 | ⊙    | 0,5       |             |
| Monte San Mauro                                                    |              |         | ITB042237 | 1995 | ⊙    | 645,0     |             |
| Riu S. Barzolu                                                     |              |         | ITB042241 | 1995 | ⊙    | 281       |             |
| Torre del Poetto                                                   |              |         | ITB042242 | 1995 | ⊙    | 9,37      |             |
| Monte Sant'Elia, Cala Mosca e Cala Fighera                         |              |         | ITB042243 | 1995 | ⊙    | 27        |             |
| Is Compinxius - Campo Dunale di Bugerru - Portixeddu               |              |         | ITB042247 | 1995 | ⊙    | 611,0     |             |
| Da Is Arenas a Tonnara (Marina di Gonnesa)                         |              |         | ITB042250 | 1995 | ⊙    | 532       |             |
| Corongiu de Mari                                                   |              |         | ITB042251 | 2012 | ⊙    | 114,0     |             |
| Capo Spartivento                                                   |              |         | ITB044010 | 2020 | ⊙    | 3500      |             |

(Stand 2022)